# Reginald Moreels
Réginald Gilbert Marie Moreels (Gent, 4 december 1949) is een Belgische chirurg en voormalig minister.

## Levensloop
Moreels groeide op in de Gentse Franstalige burgerij. Na het behalen van zijn doctoraat in de genees-, heel- en verloskunde aan de Universiteit Gent vestigde hij zich als chirurg in Oostende en was in de jaren 1980 medeoprichter van de Belgische afdeling van Artsen zonder Grenzen, waarvan hij van 1986 tot 1994 voorzitter was. Als chirurg is hij actief geweest in verschillende oorlogsgebieden zoals Angola, Rwanda, Cambodja, Irak, Syrië en Joegoslavië.

### Staatssecretaris en minister
Hij trad als verruimer toe tot de CVP en zetelde voor deze partij van 1995 tot 2001 in de Belgische Senaat. Bovendien was hij van 1995 tot 1999 staatssecretaris en vervolgens minister van Ontwikkelingssamenwerking in de Regering-Dehaene II. Van 1999 tot 2001 werd hij door Senaat afgevaardigd naar de Parlementaire Vergadering van de Raad van Europa en de Assemblee van de West-Europese Unie.
In 2000 verliet hij de CVP uit ontevredenheid met de koers van de partij, in 2001 gevolgd door een groep progressieve christendemocraten rond voormalig partijvoorzitter Johan Van Hecke, die zich verenigden in de Nieuwe Christen-Democraten (NCD). Moreels werkte in 2001 enkele maanden als humanitair gezant in Centraal-Afrika en sloot zich na zijn terugkeer aan bij de NCD, die in 2002 opging in de liberale partij VLD. In 2003 stond hij op de senaatslijst van de VLD, een partij die hij in 2004 alweer verliet om terug te keren naar de CD&V, zoals de CVP inmiddels heette. 
In 2006 was hij voor de CD&V kandidaat voor de gemeenteraad in Gent. Hij werd niet herverkozen en werd adviseur bij de FOD Volksgezondheid. Bij de federale verkiezingen van 10 juni 2007 stond hij op de dertiende opvolgersplaats voor de Senaat. In 2018 was hij kandidaat voor de CD&V voor de gemeenteraad in Oostende, maar werd niet verkozen.
Moreels bleef al die tijd actief als chirurg in conflictgebieden, al dan niet in het kader van Artsen zonder Grenzen. Van 2002 tot 2005 was hij tevens gastdocent aan de faculteit Geneeskunde en Gezondheidswetenschappen aan de Universiteit Gent.

### Humanitaire hulp Oost-Congo
Réginald Moreels spant zich sinds 2014 in om in de stad Beni, in de provincie Noord-Kivu, een minimum aan gezondheidszorg op te zetten. Kivu in het noordoosten van de Democratische Republiek Congo is sinds jaren het toneel van conflicten en een burgeroorlog.
Hiervoor reist hij jaarlijks een aantal keren naar het gebied om er gratis aan de bevolking de meest dringende medische en chirurgische zorg te verlenen en om er lokale chirurgen op te leiden.
Om dit doel te verwezenlijken richtte hij de organisatie UNICHIR op die de bouw van een gespecialiseerd zorg- en opleidingscentrum voor chirurgie en verloskunde plande. De bouw van het nieuwe centrum in Beni werd gestart in maart 2021, het centrum werd geopend in juni 2023.

## Onderscheidingen
- België 2003: commandeur in de Leopoldsorde[9]
- België 2024: commandeur in de Kroonorde[10]

## Varia
- In 2020 was hij een van de dokters in het VIER-programma Topdokters.[11]
- In 2022 was hij te gast in het programma Viva la Feta.[12]
- In 2024 was hij te gast in het programma Amai zeg wauw!.
- In 2025 was hij de centrale gast in het programma Alleen Elvis blijft bestaan.